# Paul Hedqvist
Paul Gunnar Hedqvist (né le 21 juillet 1895 à Stockholm, mort le 23 juin 1977) est un architecte suédois dont l'œuvre s'est essentiellement inscrite dans le mouvement fonctionnaliste.

## Biographie
Après des études à l'Institut royal de technologie de 1914 à 1918 et à l'académie royale des arts de 1918 à 1920, Paul Hedqvist fait ses débuts chez Ragnar Östberg et Cyrillus Johansson. En 1924, il ouvre son propre cabinet d'architecture en collaboration avec David Dahl. Il entre à la direction de la construction en 1925, et y devient conseiller en 1931. Il s'intéresse très tôt au nouveau courant fonctionnaliste venu d'Allemagne, en tête duquel on trouve Walter Gropius et le Bauhaus. Ses premières réalisations dans ce registre sont l'école Katarina dans le quartier de Södermalm à Stockholm (1930-1931) et la piscine d'Eskilstuna (1930).
Le style de Paul Hedqvist se caractérise par ses angles droits et son attachement à la forme carrée dans la définition des façades et des fenêtres. Lors de l'exposition de Stockholm de 1930, il est l'un des architectes à l'origine du très remarqué département logement, aux côtés d'entre autres Gunnar Asplund, Sven Markelius, Uno Åhrén et Sigurd Lewerentz. Hedqvist est professeur à l'académie royale des arts de 1938 à 1948. Urbaniste auprès de la ville de Stockholm, il est amené à participer aux travaux de planification du redéveloppement de Norrmalm et en particulier aux discussions sur les futurs immeubles dits Hötorgsskraporna.

## Œuvre (sélection)

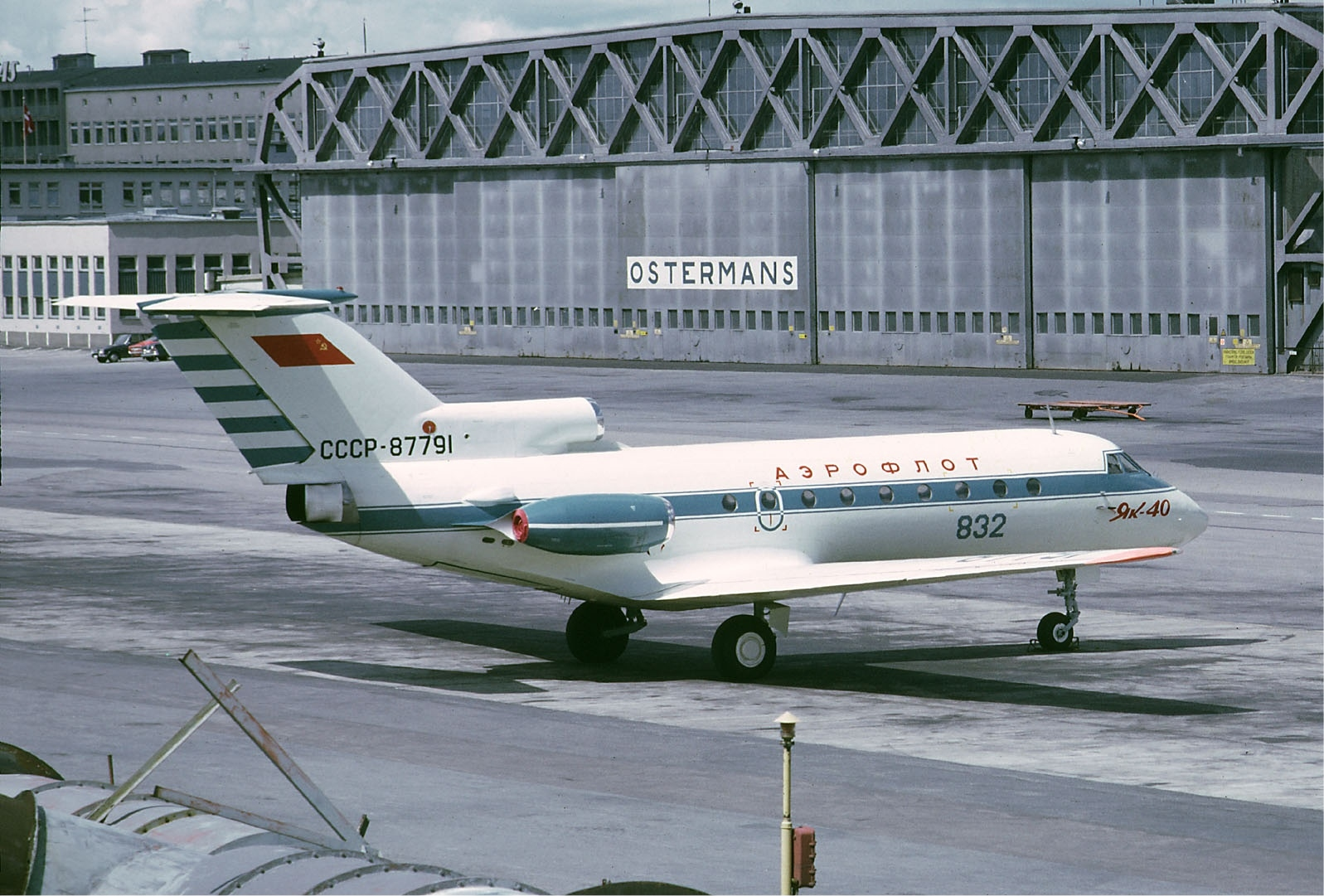
Aérogare Bromma Stockholm
59° 21′ 16″ N, 17° 56′ 37″ E
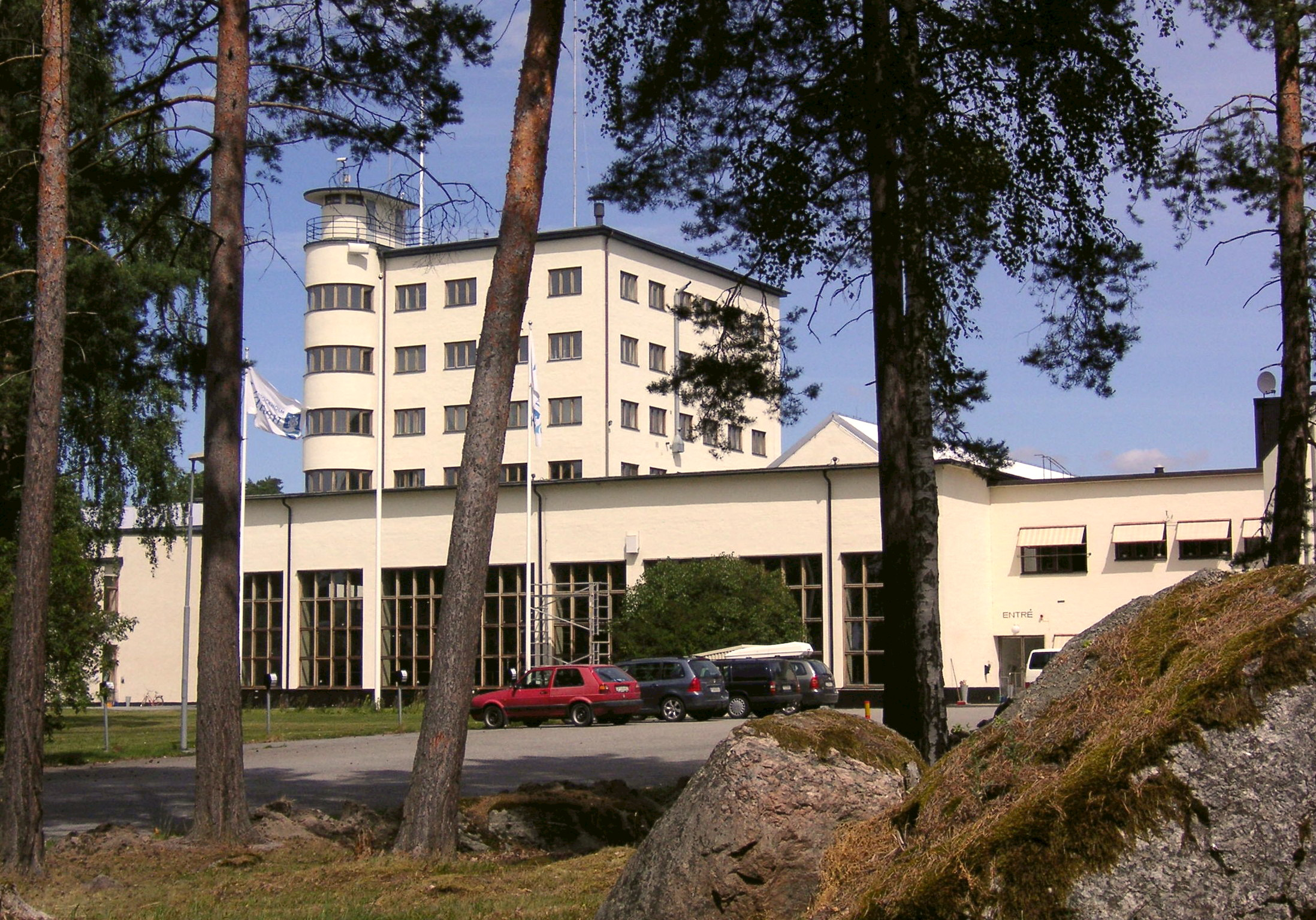
Station d'épuration Lovö Stockholm
59° 19′ 47″ N, 17° 48′ 31″ E
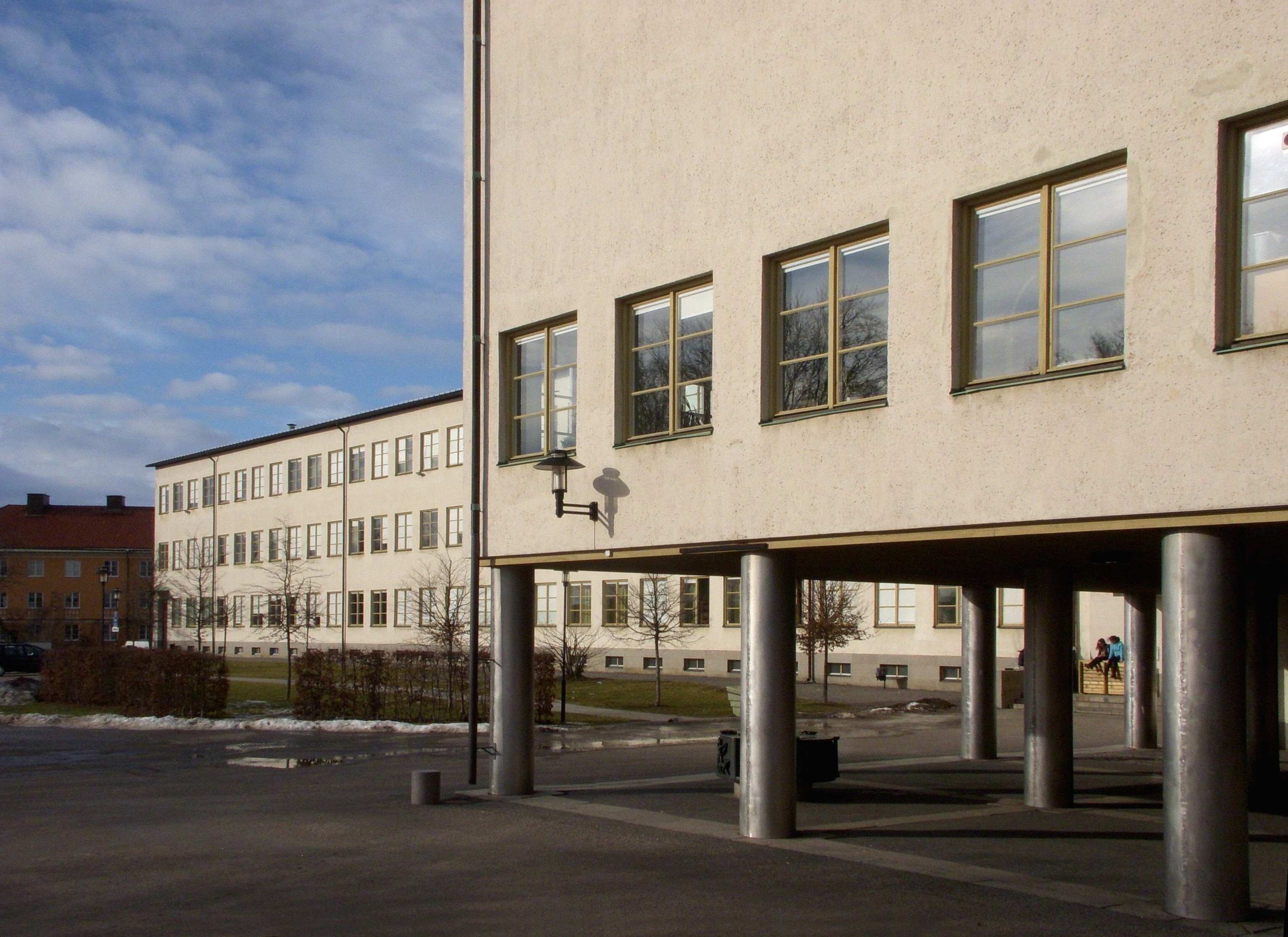
École Katarina Södermalm Stockholm
59° 18′ 31″ N, 18° 04′ 19″ E
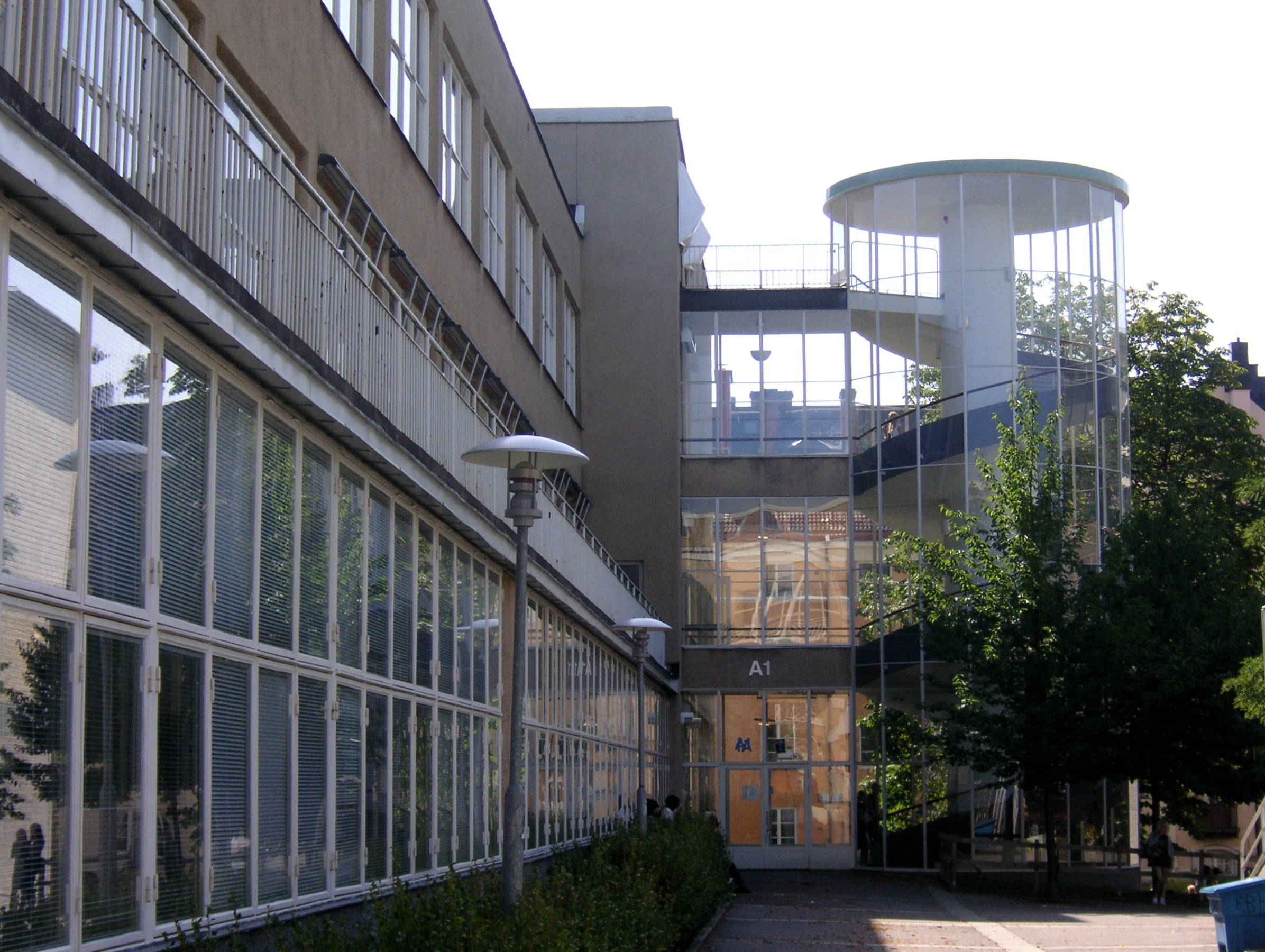
Lycée Saint-Éric Kungsholmen Stockholm
59° 20′ 06″ N, 18° 02′ 17″ E
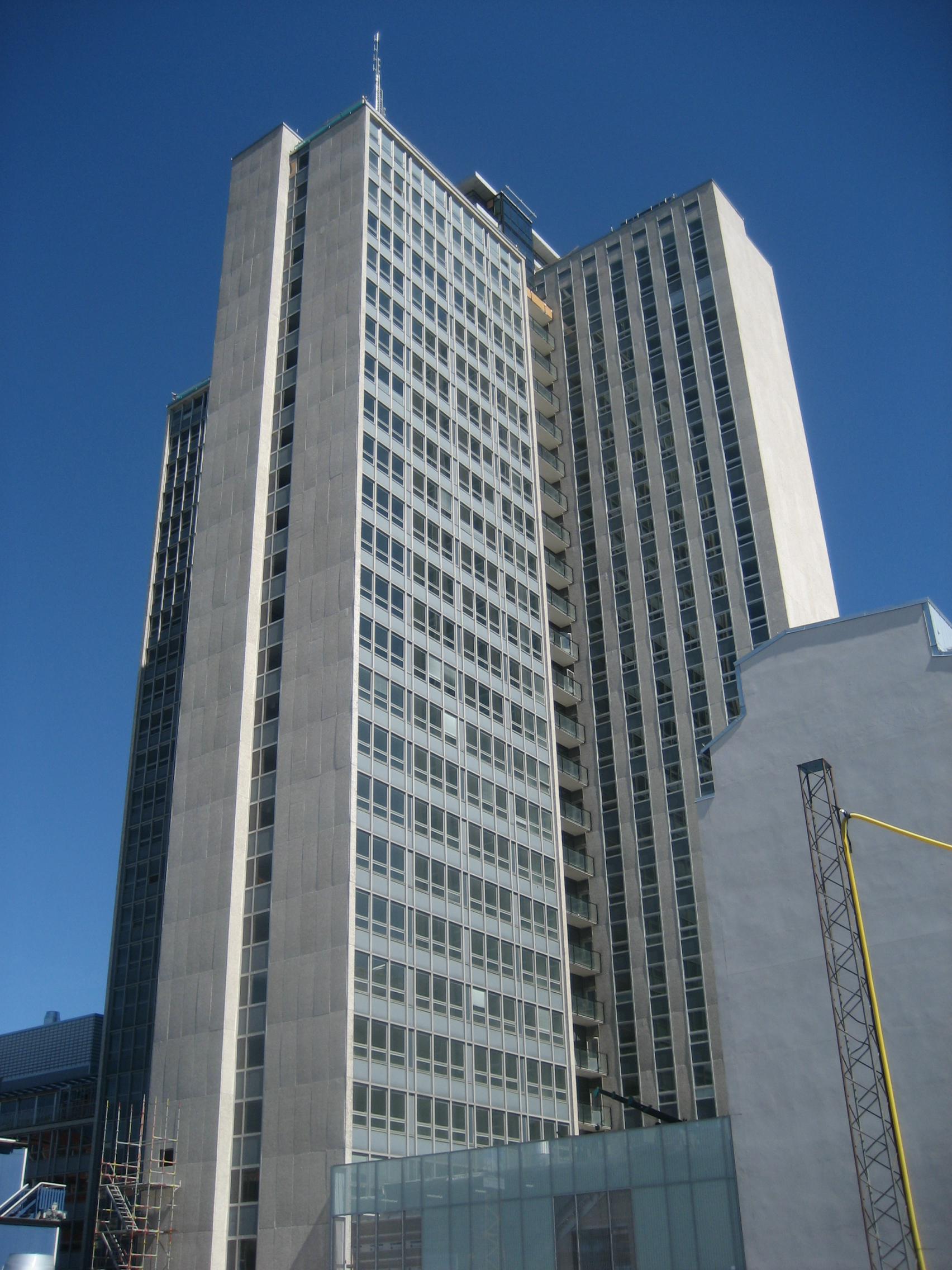
Skatteskrapan Södermalm Stockholm
59° 18′ 43″ N, 18° 04′ 24″ E
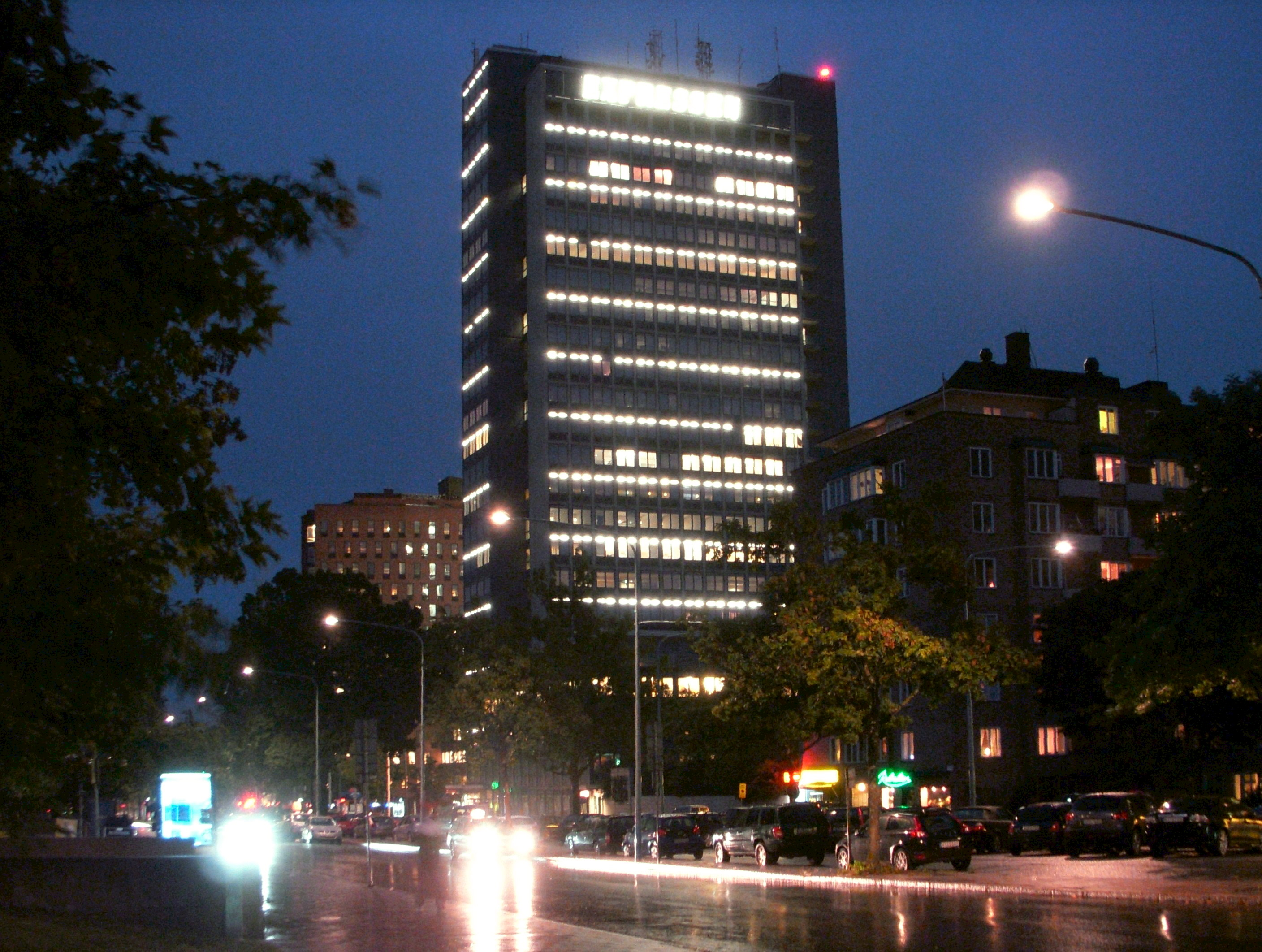
DN-skrapan Kungsholmen Stockholm
59° 19′ 41″ N, 18° 00′ 58″ E
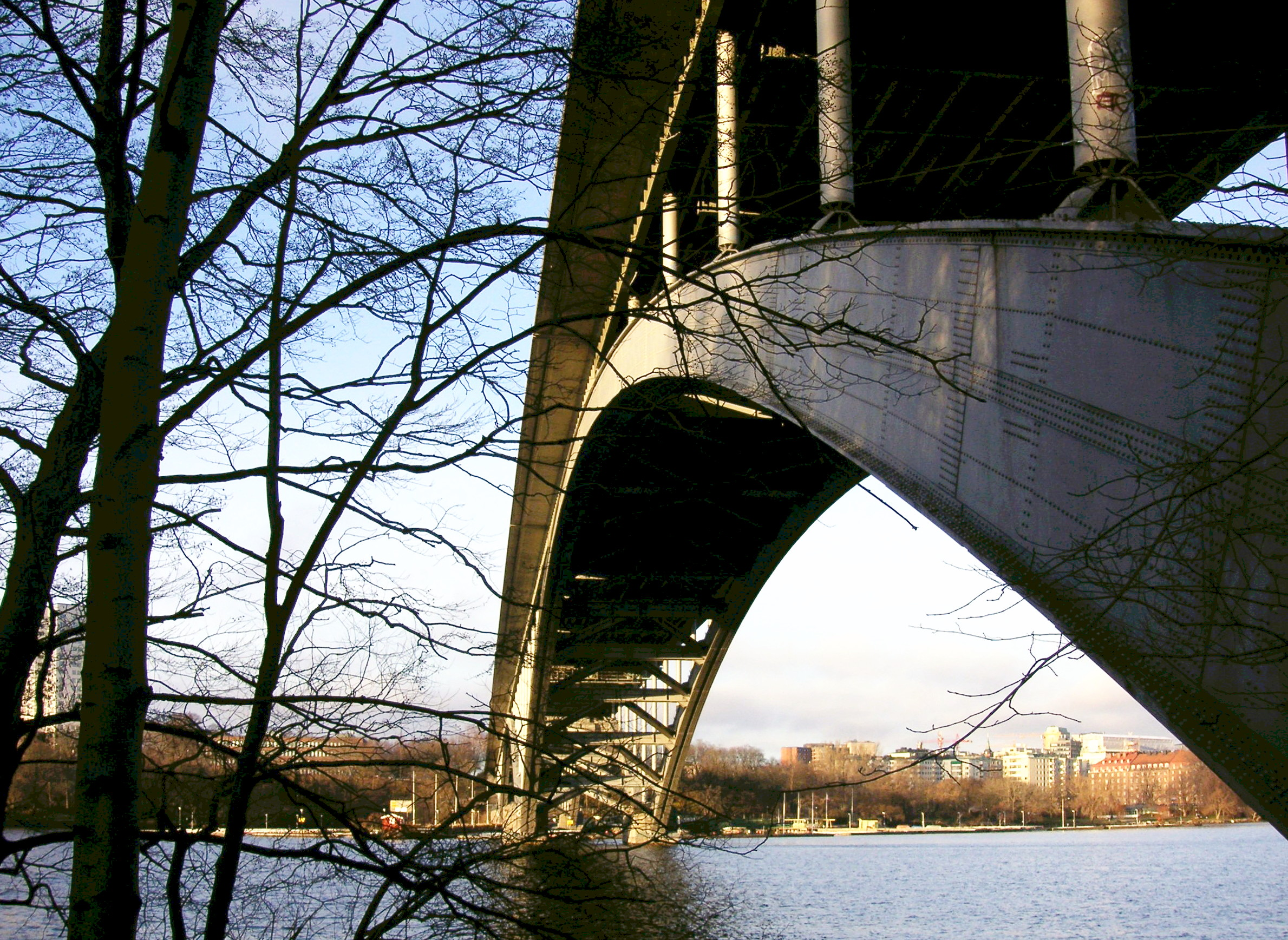
Pont de l'ouest Södermalm Stockholm
59° 19′ 28″ N, 18° 01′ 38″ E
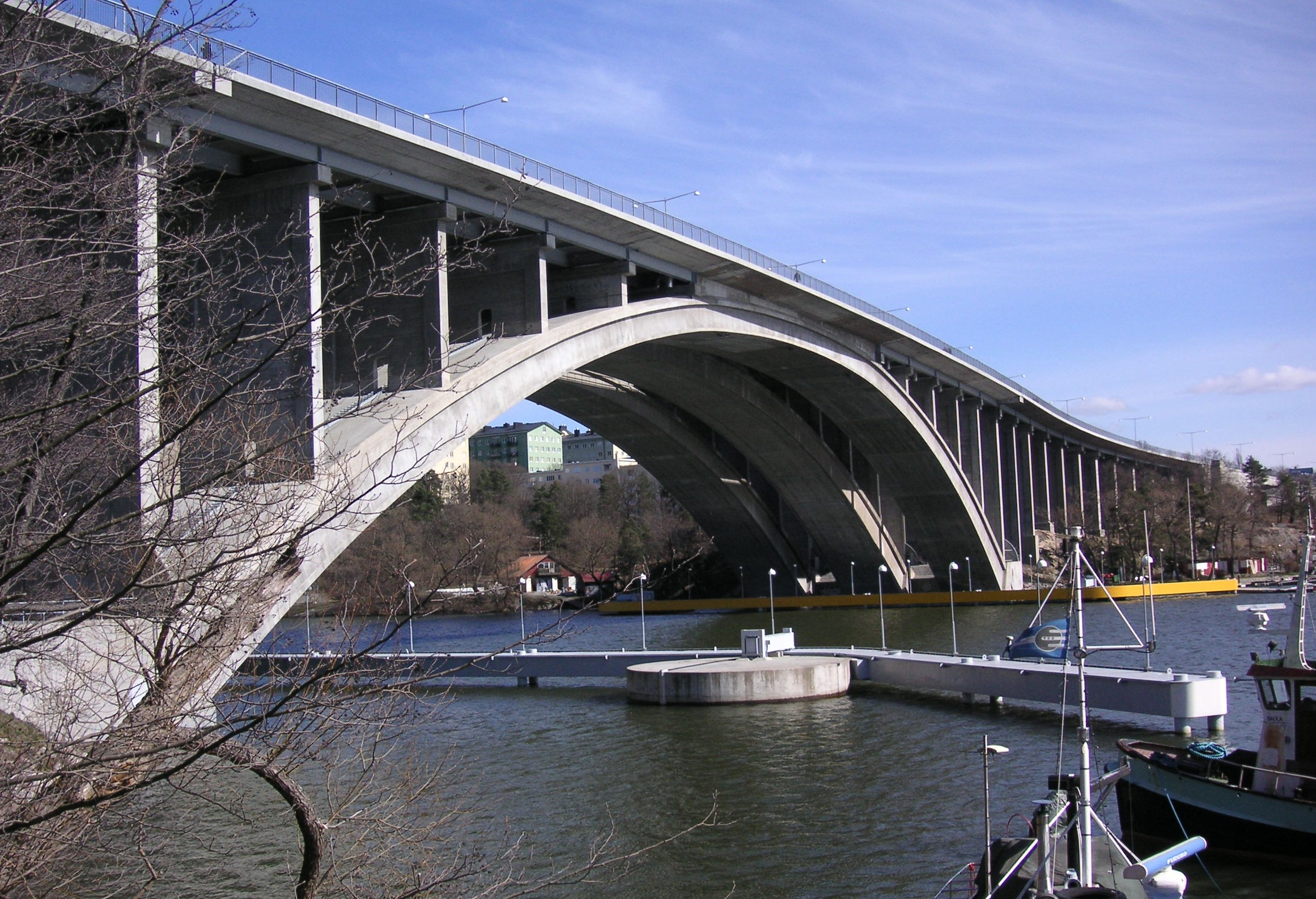
Pont de Traneberg Kungsholmen Stockholm
59° 20′ 01″ N, 17° 59′ 40″ E